# River Don (vattendrag i Storbritannien, England, lat 54,99, long -1,46)
River Don är ett vattendrag i Storbritannien.   Det ligger i riksdelen England, i den centrala delen av landet, 400 km norr om huvudstaden London.